# 横浜勧業共進会
横浜勧業共進会（よこはまかんぎょうきょうしんかい）は、1913年（大正2年）に横浜市で開かれた共進会（地方博覧会）である。

## 開催内容
共進会とは産業の発展を図るため、農産物や工業製品を集めて一般公開し、優劣を評価する品評会で、現在の博覧会に近いものである。明治初期より開催されてきたもので、1879年（明治12年）に製茶共進会が開かれるなど小規模なものは横浜でも幾度か開かれてきた。1913年（大正2年）5月に神奈川県庁舎が竣工したことを記念し、神奈川県内で生産された品々や、一大貿易港である横浜港の発展の点から全国で生産された輸出品を展示する大規模な共進会が開催される運びとなった。神奈川県と横浜市は共同で発起人403人を選び、1912年（明治45年）6月6日に発起人総会を開いて勧業協会を設立した。
会場は蒔田地区の造成地で、以前は吉田新田の外側の田圃であったが共進会開催のために埋め立てられた。造成費用は地主負担で、共進会へは無償で貸し付けられた。会場面積は112,658m2で、陳列本館・参考館・機械館・農林館など延べ面積6,600m2の展示館が建てられたほか、場外展示場として第一・第二南吉田小学校で教育用品や児童の作品が展示された。開催に先立ち、横浜電気鉄道の路面電車（のちの横浜市電）が1913年9月14日に駿河橋から会場最寄りのお三の宮停留所まで開通、さらに翌年には弘明寺（現在の地下鉄弘明寺駅の位置）まで延伸された。会場の入り口には中村川を渡る共進橋が架けられ、夜間にはイルミネーションが点灯された。
会期は1913年（大正2年）10月1日から11月19日までの50日間。開場時間は昼間の部午前9時から午後4時、および夜間の部午後6時から午後10時。入場料は一人5銭であった。出品申込は北海道から当時日本領であった台湾まで、その数は主催者の予想を上回り、県内一割、県外二割を断るほどであった。出品物は横浜の名産であった芝山漆器や、現在の南区にあたる地域から出品され金賞を受賞したものを例にとると茶室、マニラ麻真田、青華画磁製花瓶、ドロンワーク卓子掛など多岐にわたった。会期中、延べ62万人の来場者があった。

## その後
この一帯は1911年（明治44年）に商工業育成のために市税免除地に指定されたところで、勧業共進会を契機に工場進出と、それに伴う宅地化が進んだ。1928年（昭和3年）には会場跡地を中心に共進町の町名が付けられ、1947年（昭和22年）には横浜市立共進中学校が開校した（のちの町域変更により、現在の所在地は東蒔田町）。